# Drosophila aracea
Drosophila aracea är en tvåvingeart som beskrevs av Heed och Wheeler 1957. Drosophila aracea ingår i släktet Drosophila och familjen daggflugor.
Artens utbredningsområde täcker ett område mellan Panama och El Salvador.